# Bisan Owda
Bisan Owda (in arabo بيسان عودة‎?; 1997 o 1998) è una giornalista, regista e attivista palestinese.
È nota principalmente per i suoi video-reportage sui social media dove documenta la sua esperienza e quella dei palestinesi durante la guerra di Gaza. Con la serie di video "It's Bisan from Gaza and I'm Still Alive" ha vinto nel 2024 un Peabody Award ed ha ricevuto una candidatura ai News and Documentary Emmy Awards 2024.

## Biografia

### Carriera
Bisan Owda è cresciuta a Beit Hanun nella Striscia di Gaza.
Ha lavorato con le Nazioni Unite nel campo dell'uguaglianza di genere come membro dell'UN Women's Youth Gender Innovation Agora Forum e nel Fondo delle Nazioni Unite per la popolazione. Ha inoltre lavorato in dei progetti dell'Unione europea sul cambiamento climatico ed è un EU Goodwill Ambassador. Owda ha anche creato Hakawatia, programma trasmesso sul canale televisivo giordano Roya TV.

### Conflitto israelo-palestinese
Durante la crisi israelo-palestinese del 2021, Owda ha condiviso dei video sul suo account Instagram con l'obiettivo di attirare l'attenzione internazionale sulle condizioni in cui versava la Striscia di Gaza.
Con lo scoppio della guerra di Gaza nell'ottobre 2023, Bisan Owda ha iniziato a ottenere seguito caricando video e dirette sui suoi social, documentando le sofferenze dei civili palestinesi durante il conflitto e gli effetti dei bombardamenti israeliani sulla Striscia.
A inizio ottobre 2023, a seguito delle evacuazioni forzate dei residenti della Striscia effettuate dalla Forze di difesa israeliane, anche Owda e la sua famiglia hanno dovuto abbandonare Beit Hanun, venendo trasferiti nell'ospedale Al-Shifa di Gaza. Successivamente la casa della sua famiglia e l'ufficio di Owda situato nel quartiere di Rimal vennero distrutti dai bombardamenti israeliani. Il 3 novembre 2023 è testimone del bombardamento delle ambulanze ad Al-Shifa, dove morirono 15 civili palestinesi. L'11 novembre, a seguito dell'assedio dell'ospedale e da parte dell'esercito israeliano, Owda è nuovamente costretta a fuggire insieme ad altri giornalisti.
Con la serie di video per Al Jazeera Media Network "It's Bisan from Gaza and I'm Still Alive" (lett. "Sono Bisan da Gaza e sono ancora viva") ha vinto nel maggio 2024 un Peabody Award nella categoria "Notizie".
A luglio 2024, sempre con It's Bisan from Gaza and I'm Still Alive, ottiene una candidatura ai News and Documentary Emmy Awards 2024 nella categoria "Outstanding Hard News Feature Story: Short Form".